# Herb Urzędowa
Herb Urzędowa – jeden z symboli miasta Urzędów i gminy Urzędów w postaci herbu przyjęty przez radę gminy 29 października 2004.

## Wygląd i symbolika
Herb przedstawia na czerwonej tarczy herbowej białego Baranka Bożego zwróconego głową w prawo, trzymającego przednią prawą łapą osadzoną na białym drzewcu białą flagę z czerwonym krzyżem.